# 費莫索 (加利福尼亞州)
費莫索（英語：Famoso）是位於美國加利福尼亞州克恩縣的一個非建制地區。該地的面積和人口皆未知。

## 地理
費莫索的座標為35°35′53″N 119°12′29″W / 35.59806°N 119.20806°W，而該地的平均海拔高度為130米（即427英尺）。